# Насирли, Музаффар
Насирли Музаффар Ибрагимзаде (тал., азерб. Nəsirli Muzəffər; 1902, Шаголакужа, Ленкоранского уезда, Российской империи — 3 марта 1944, г. Масаллы) — талышский поэт, фольклорист, лингвист, педагог и журналист, видный деятель талышского национально-культурного возрождения в 1930-х годах. Является многолетним соавтором Зульфугара Ахмедзаде и известным собирателем талышского фольклора.

## Биография
Музаффар Насирли Ибрагимзаде родился в 1902 году в деревне Шаголакужа, Ленкоранского уезда, Бакинской губернии, Российской империи. Его отец Хаджи Ибрагим был торговцем и владел своей лавкой в деревне. Первоначальное образование он получил в школе при мечети (моллахана) и начальной школе. Потом продолжил учёбу в Ленкорани.
В 1920 году создаётся “Общество изучения талышского края”, он участвует в данном обществе и знакомится с исследователем талышского языка и фольклора ученым-иранистом Б.В. Миллером. Это знакомство потом положительно сказалось на его деятельности. Б.В. Миллером с профессором В. Хулуфлу принимали участие в научных экспедициях в связи с изучением талышского языка, поиском образцов фольклора. Свою основную работу М. Насирли проводил на пути сбора талышского фольклора, печатания, уточнения. В 1928 году он впервые озвучил на радио образцы талышского фольклора.
В 1920-1930-е годы XX века в талышском культурном, литературно-искусствоведческом, научно-техническом развитии и народном возрождении роль двух личностей особо высока: Музаффара Насирли и Зульфугара Ахмедзаде. Известно, что в Московской центральной государственной библиотеке с 1920-1930-х годов на талышском языке на основе латинской графики хранятся сотни книг о культуре, науке, учебной литературе, разные статьи, печатные издания. Авторами, редакторами многих этих произведений являются два человека: М. Насирли и З. Ахмедзаде.
М. Насирли провёл огромную работу в талышских школах обучая и образовывая подрастающее поколение. В 1929 году он вместе с Шохубом Мурсаловым издал первую книгу на талышском языке «Səvodin bıbən» ("Будьте образованными"), а в 1930 году вместе с поэтом Зульфугаром Ахмедзаде он написал учебники для талышских школ. Он перевёл учебник географии с азербайджанского на талышский язык.
С 1929-1931 гг. был секретарём Ленкоранского отделения "Общества изучения Азербайджана". С 1931-1934 гг. работал ответственным секретарём газеты "Сыа Толыш" ("Красный Талыш"). Был великим знатоком и пропагандистом народной литературы. В 1936 году окончил Азербайджанский педагогический институт с отличием. Впоследствии преподавал в различных деревнях Ленкоранского района. Он начал свою карьеру в качестве учителя.
В последующие годы он продолжал публикации в этой сфере. Насирли также был одарённым журналистом. Являлся одним из основателей газеты "Сыа Толыш" ("Красный Талыш") и её первым ответственным секретарём. В газете издавалось множество его статей.

Насирли принадлежит важная роль в возникновении и развитии азербайджанского языкознания. Аскер Гулиев в своей статье о языковедческой науке 1920-1930-х гг. пишет следующее:
Б. Чобанзаде, А. Шарифов были по национальности татарами, Н. Ашмарин - чувашем, А. Зифельдт-Симумяги - эстонцем, X. Ходжаев - узбеком, М. Камил - турком, И. Ситаши - лазом, X. Ниязов - курдом, М. Насирли - талышом. Они смогли создать настоящую межнациональную семью, их работа и цели были едиными: верно служить азербайджанской языковедческом науке.
Насирли был интересной талантливой личностью, он хорошо играл на таре, пел высоким голосом. Подготавливал свои сатирические произведения для сцены. Сам режиссировал и также был актёром.
После пленума ЦК, состоявшегося 6 июня 1937 г. накануне XIII съезда Компартии Азербайджана, где обсуждался вопрос о содержании предстоящего отчёта ЦК съезду в числе других был затронут вопрос об очищении азербайджанского языка. Один из участников обсуждения заговорил о необходимости «очищения татского языка». На что Мирджафар Багиров сказал — «Я думаю, пора перейти от татского, курдского, талышского языков к азербайджанскому языку. Наркомпрос должен проявить инициативу, все они азербайджанцы.» После данного пленума было принято решение об отходе от обучения на иных языках и перехода на азербайджанский язык. К 1936-1938 годам талышская интеллигенция была подвергнута репрессиям, талышские школы закрыты, издание книг и газет прекращено.
Насирли был арестован в 1936 г. как «враг народа» и несмотря на то, что не было найдено достаточно доказательств. 11 августа 1937 г. был осуждён Военным трибуналом гарнизона г. Баку на 7 лет лагерей с поражением прав на 3 года. Он отбывал наказание в Ташкентском ИТЛ. 5 марта 1940 г. за недостаточностью собранных улик дело было прекращено Военной коллегией Верховного суда СССР, а М. Насирли — освобождён. После возвращения из места заключения из-за перенесённого душевного потрясения удалился от научной работы. После освобождения он преподавал в Баку. С 1940-1941 гг. работал педагогом-воспитателем на кафедре Маштагинского государственного управления образования при детских домах. С 1941-1944 работал заместителем директора по воспитательной работе в Масаллинской городской общеобразовательной школе № 1, работал учителем в школах Масаллы (Бадалон, Диго).
3 марта 1944 года умер от распространённого тогда в г. Масаллы тифа и был похоронен на Масаллинском кладбище.

### Фольклористика
В области сбора талышского фольклора работа была начата ещё в XIX веке. Талышские газеты, журналы отразили примеры фольклора А. Ходзько, И.Н. Березина, П.Ф. Рисса, Б.А. Дорна, Дж. Моргана, Б.В. Миллера и других авторов.
Талышский исследователь Эльнур Агаев в своей статье "Фольклорист Музаффар Насирли"  указывает, что Насирли талыш и с детства жил в талышском краю, рос на талышских сказках, песнях, былинах. Записи по талышскому фольклору и работы Насирли датируются концом 20-х годов и до 30-х годов XX века. Как указывает талышский исследователь Э. Агаев в письме М. Насирли от 10 октября 1936 года к известному востоковеду и исследователю талышей Б.В. Миллеру, пишет: “я, начиная учительскую деятельность с ноября 1920-го года вплоть до 1935 год собирал драгоценный талышский фольклор...”.
Насирли с Шохубом Мурсаловым впервые подготовили книги на талышском языке для талышских школ. В 1929 году их книга “İminə Kitob” («Первая книга») вышла в свет тиражом 2000 штук. Насирли работал над выпуском книг на талышском языке для школ вплоть до момента ареста. Говоря о выпущенных книгах для школ надо сказать, что Насирли в этих книгах использовал много талышского фольклора. В книге “İminə Kitob” («Первая книга») напечатано 29 поговорок и 8 загадок.

В газете «Sıә Tolış» ("Красный Талыш") Насирли публикует статью: «Несколько слов о талышском фольклоре». В статье Насирли показывает, что изучая фольклор народа мы сможем лучше понять историю и современную жизнь. Насирли печатая талышский фольклор и изучая и развивая его приходит к такому выводу:
…обратим внимание на талышский фольклор, то мы обнаружим, что 80-90 % женщин и 10 % мужчин участвуют в создании его
Насирли замечает важную роль именно женской части населения в хранении и передачи талышского фольклора. Также в статье Насирли приходит к выводу, что собирая фольклор на разных говорах талышского языка необходимо при сборе отражать оригинальный говор, не подвергая его изменению при написании. Чтобы талышские образцы фольклора не потерялись Насирли предлагал собирать, записывать, печатать его в книгах и газетах, тем самым популяризовать талышскую фольклористику.

##### Талышские песни на радио
18 ноября 1928 года Насирли в Баку выступает на азербайджанском радио и исполняет 4 талышские песни. Также есть указания на то, что в Ленкорани в 1938 году организуется редакция радио, и первым редактором радио становится Музаффар Насирли.

##### Подготовка книги по талышским песням
В 1931 году Насирли собирает первую часть примеров талышского фольклора и печатает книгу “Talьş Mahnьlarь» («Талышские песни»). Эта книга внесла считается важнейшей работой Насирли в области сбора талышского фольклора. Насирли подготовил эту книгу в 1929 году, после она была переведена на азербайджанский язык и в 1931 году от имени общества изучения Азербайджана выходит в печать. В книгу вошли талышские песни на разные темы, от крестьянского быта до отражения коммунистических идей. 

## Журналистская деятельность
Период с конца 1920-х годов до конца 1930-х годов ХХ-го века является временем развития талышской прессы, появления первых талышских журналистов.
Талышский исследователь Э. Агаев выяснил, что впервые 28 апреля 1930 года Зульфугар Ахмедзаде к 10-летию Советского Азербайджана выпустил один номер талышского журнала «Şyra Ozobojƶon»  («Советский Азербайджан»), а с 21 января 1931 года талышские просветители Бойукага Мирсалаев и Музаффар Насирли в Ленкорани выпустили газету под названием "Kьzьl Talьş" («Красный Талыш»). Газета вплоть до 64 номера выходила под названием "Kьzьl Talьş", после стала называться по-талышски "Sьə Tolьş" («Красный Талыш»). Но с 1938 года в газете "Sьə Tolьş" записи на талышском языке потихоньку стали исчезать. Также в 30-е годы в деревнях издавались стенгазеты на талышском языке.
По сведения исследователя Э. Агаева вплоть до конца 80-х годов XX века талышскую прессу прикрыли, талышам не давали возможности выпускать газеты. И только в конце 80-х годов в СССР возобновилась печать газет и журналов на талышском языке. Что в Азербайджане, что в России в разных городах начали печататься талышские газеты и журналы. В разные периоды стали выходить следующие газеты и журналы: "Tolışi Sədo" («Голос Талыша»), "Toloş" («Талыш»), журнал "Honi" (1989-1990 гг.), "Sovet Astarası" («Советская Астара»), журнал "Tolışıston" («Талышистан»), газета Новрузали Мамедова "Tolışi Sədo" («Голос Талыша»), которая просуществовала очень долго; газета "Şəvnışt" («Ночные посиделки») (2006-2008 гг.), газета «Талышский Вестник» (2000-2004 гг.), газета "Tolışi Xəbon" («Новости Талыша»), журнал "Hirkan" («Гиркан»), Вестник Талышской Национальной Академии. На 2020 год выходит газета "Tolışon Sədo" («Голос талышей») (с 2011 года) редактора Рафига Джалилова, журнал "Aləm" («Мир») Вугара Хамати. Указанные журналы и газеты сыграли важную роль на пути развития талышской культуры. На страницах газет, журналов отражались темы: талышской истории, литературы, экономики, новой жизни, политические требования, требования прав талышского народа. По источникам видно, что талышская пресса была весьма широкой и разнообразной и на этом пути трудились много талышских просветителей.

#### Работа в газете «Красный Талыш»
Бойукага Мирсалаев был первым главным редактором газеты "Sıə Tolış" («Красный Талыш»), а Насирли первым ответственным секретарём газеты. Вероятно, что Музаффар Насирли занимал должность секретаря с самого основания газеты. После обучаясь в университете и подготавливая талышские книги к печати, отдалился от работы в газете. У Насирли помимо газеты "Sıə Tolış" («Красный Талыш») имелись его записи и в другой республиканской прессе, в журнале "Molla Nəsrəddin" («Молла Насреддин»).
Музаффара Насирли отмечают, как аккуратного, опрятного человека, ответственно подходящего к своей работе секретаря, любящего свою работу и дотошно проверяющего десятки раз статьи для публикации в газете. Но, как и в любой работе Насирли на посту секретаря имел недругов, желающих заполучить его должность и чинящие различные препоны в его работе, вплоть до неудавшегося покушения на жизнь. 

#### Темы публикаций Насирли
Темы публикаций Насирли таковы: "May 1" («1 мая»), "Din bo xəlgon tьjoqe" («Религия опиум для народа»), "Cь Lenini firgə rəhbərəti ƶijo zəhmətkəşə Tolьşon mədənijjət ruƶbə ruƶ bə nav şedə" («Сторонники партии Ленина трудящиеся талышского общества день ото дня развиваются»), "Bə kaƣ-qiƶə zəvodi doəbedəni" ("Птицефабрике не хватает"), "1909-nə sori cьvononədə iƣlən bəpe be səvəd nьbyn həmə ьştə be səvodəti ni bьkə" («Молодёжь 1909 года рождения должна вся истребить необразованность, ни должно оставаться ни одного необразованного»). В своих публикациях Насирли описывает следующие моменты: проблемы дореволюционного периода жизни народа; приобретения новой свободной от эксплуатации жизни; приобретении прав женщинами и о их героическом труде; призывает всех избавляться от безграмотности и вступать в колхоз; призывает молодежь идти в армию; рассказывает о нехватке в хозяйстве.
Насирли проводил огромную работу в области талышского фольклора, поэзии, педагогики и старался отразить проделанную работу в области журналистики. Благодаря Насирли осуществилось зарождение талышской журналистики. Насирли печатал в газете публикации на талышском языке. Работа Насирли и его коллег породила первую талышскую газету, заложила основу истории талышской прессы.

## Литературный путь
Как указывает талышский исследователь Э. Агаев Насирли также был талантливым поэтом, его стихотворения печатались в различных изданиях. Его поэзия отличалась от поэзии его современников, друзей-поэтов, он соблюдал правила стихосложения, всегда имели место такт, образ, метафора и поэтические выражения. В годы проживания Насирли в Ленкорани там была своя литературная среда. Газете “Canlı qəzet" ("Живая газета") Насирли помогал своими публикациями.
В свое работе "Поэт М.Насирли" талышский исследователь Эльнур Агаев пишет, что в 1930 годы XX века при написании книг для талышских школ Насирли и Мурсалов написали детские стихотворения на талышском языке, но З.Ахмедзаде очень раскритиковал эти первые стихотворения Насирли. Так Зульфугар Ахмедзаде отзывался о стихах в первой книге: «Хотя авторы не поэты, по некоторым причинам, они взялись за работу вне пределов их специальностей, в результате из-за собственного упрямства пожертвовали художественным аспектом книги. Помимо искажения размера и рифмы в стихотворении, есть много двусмысленности в значении. В целом, стихи в книге не имеют ни поэтического, ни приятного значения». По итогу пройдя Ленкоранскую литературную среду и критику его друга поэта З.Ахмедзаде, Музаффар Насирли набравшись опыта стал лучше, как поэт. Доподлинно известно о 15 стихотворениях за его подписью в газете "Sıə Tolış" ("Красный Талыш").

### Тематика стихотворений
Стихотворения Насирли отражают следующие темы: 1) описание природы, 2) о революции, 3) восхваление экономических достижений, 4) соблюдение чистоты 5) талышские женщины-труженицы.

#### В соавторстве с З.Ахмедзаде
- "Zəhmət iyən Məktəb" ("Труд и школа")., учебник., 1930
- "Jimoni ro" (bo besəvodono) ("Жизненный путь (для безграмотных)")., учебник., 1931
- "Iştə zınəy ve kən" ("Увеличивайте знания")., 1931
- "Seynə sor. Bo kolxozə məktəbono" ("Третий год. Для школ колхоза")., 1931
- "Zərbəyn (bo kam əzıno)" ("Ударник (для малограмотных")., 1932
- "Tojə jimon" ("Новая жизнь")., 1932
- "Sıə kolxoz" ("Красный колхоз")., 1932
- "Əlifba" ("Алфавит")., 1933
- "Handə kitob. Bo II dərsə soriyo" ("Книга для чтения для 2 класса")., 1933
- "Tolışə zıvon. Bo naştınə məktəbono (qramər iyən nıvıştə ğaydon)" ("Талышский язык. Для начальных классов (грамматика и правила)"., 1934
- "Handə kitob (bo yolono)" ("Книга чтения (для взрослых)")., 1935

#### Статьи
- "Тоlьşə folqlori həxədə can gъləjъ sьxan" ("Несколько слов о талышском фольклоре")
- "May 1" («1 мая»)
- "Din bo xəlgon tьjoqe" («Религия опиум для народа»)
- "Cь Lenini firgə rəhbərəti ƶijo zəhmətkəşə Tolьşon mədənijjət ruƶbə ruƶ bə nav şedə" («Сторонники партии Ленина трудящиеся талышского общества день ото дня развиваются»)
- "Bə kaƣ-qiƶə zəvodi doəbedəni" ("Птицефабрике не хватает")
- "1909-nə sori cьvononədə iƣlən bəpe be səvəd nьbyn həmə ьştə be səvodəti ni bьkə" («Молодёжь 1909 года рождения должна вся истребить необразованность, ни должно оставаться ни одного необразованного»)
- "Həmmə ittifoğ staxanovçiyon iminçi muşavırədə kardə nitğ" ("Первые выполненные планы всесоюзных стахановцев")., 1935

#### Стихотворения на талышском языке
- "Gьzьlə-goşyn" ("Красная армия")., 1931
- "Andomi təmiz ogət" ("Держи тело в чистоте")., 1932
- "Jonzə Sor" ("Одиннацать лет")., 1931
- "Lenin" ("Ленин")., 1933
- "Esət" ("Сейчас")., 1929
- "Voş" ("Дождь")., 1933
- "Cьmь qagon" ("Мои куры")., 1933
- "Tyqə mahne" ("Песня чалтыка")., 1933
- "Sьə ƣoşyni mahne" ("Песнь красной армии")., 1932
- "Apreli Vistь həşt" ("28 апреля")., 1933
- В соавторстве с З.Ахмедзаде, "Ozodвə soron" ("Года освобождения")., 1931
- "Mьƶdi"., 1930
- "Bəpe bьby" ("Должно быть")., 1930
- В соавторстве с З.Ахмедзаде, "Mьƶdi votdə"., 1930
- "Tolьşə Ƶen" ("Талышская женщина")., 1930